# Saint-Germain-d'Arcé
 Saint-Germain-d'Arcé  es una población y comuna francesa, situada en la región de Países del Loira, departamento de Sarthe, en el distrito de La Flèche y cantón de Le Lude.

## Demografía
| 592 | 493 | 430 | 376 | 352 | 347 |
| Para los censos de 1962 a 1999 la población legal corresponde a la población sin duplicidades (Fuente: INSEE [Consultar]) |     |     |     |     |     |